# Bondville (Illinois)
Bondville es una villa en el condado de Champaign, en el estado estadounidense de Illinois. La población era 455 en el censo del 2000.

## Geografía
Bondville se encuentra a 2 millas (3.2 kilómetros) al oeste del extremo occidental de Champaign, en la intersección este-oeste de Illinois y la Ruta 10 de norte a sur en County Road 19. La Interestatal 72 pasa de este a oeste alrededor de 0,5 millas (0,80 km) al norte de esta intersección. La ciudad de Seymour se encuentra a unas 3 millas (4,8 km) más al oeste. Según la Oficina del Censo de los Estados Unidos, la villa tiene un área total de 0.2 millas cuadradas (0,6 km ²), toda de tierra.

## Demografía
Según el censo de 2000, había 455 personas, 188 hogares y 119 familias que residían en la villa. La densidad de población era de 1,793.2 personas por milla cuadrada (702.7/km ²). Había 194 residencias en una densidad media de 764.6/millas cuadradas (299.6/km ²). La distribución por razas de la aldea era 95.38% blancos, 0.44% afroamericanos, 1.54% nativos americanos, 0,22% asiáticos, 0.44% de otras razas, y 1,98% de dos o más razas. Hispanos o latinos de cualquier raza eran el 1,76% de la población.
Había 188 casas fuera de las cuales 27.7% tenían menores de 18 años que vivían con ellos, el 48,9% son parejas casadas que viven juntas, 9.0% tenían una cabeza de familia mujer sin presencia del marido y 36.7% eran no-familias. 26,1% de todas las casas fueron compuestos de individuos y 6.9% tienen a alguna persona anciana de 65 años de edad o más. El tamaño medio de la casa era 2.42 y el tamaño de la familia era 2.84.
En la villa la población separada es 24.2% menor de 18 años, el 11,0% tiene entre 18 y 24 años, 33.2% de 25 a 44, 18.9% de 45 a 64, y el 12,7% tiene más de 65 años de edad o más. La edad media fue de 34 años. Para cada 100 mujeres había 91.2 varones. Por cada 100 mujeres mayores de 18 años, había 93,8 hombres.
La renta mediana para una casa en la aldea era $ 41.250, y la renta mediana para una familia era de 38.462 dólares. Los varones tenían una renta mediana de $ 32.125 contra $ 25.536 para las mujeres. El ingreso per cápita de la villa era 17.439 dólares. Cerca de 8.3% de las familias y el 11,9% de la población estaban por debajo de la línea de pobreza, incluyendo 21.6% de los menores de 18 años y 4.3% de esos son mayores de 65 años.